# Gustav Ernst von Stackelberg

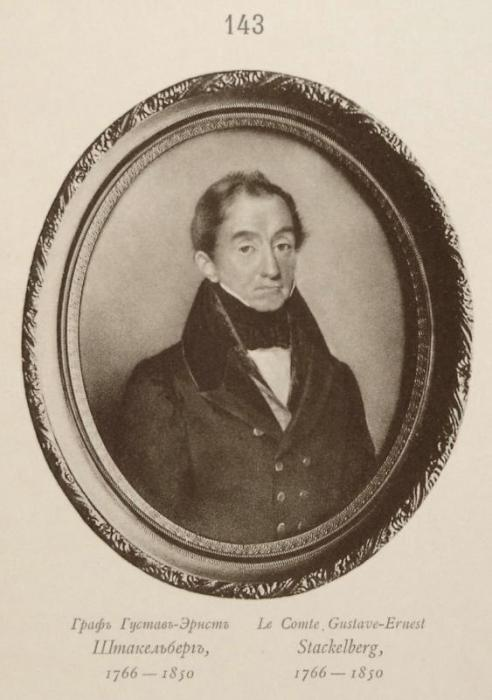
Gustav Ernst von Stackelberg

Gustav Ernst von Stackelberg (Russisch: Густав Оттонович фон Стакельберг, Goestav Ottovitsj von Stakelberg) (Reval (Gouvernement Estland), 5 juni 1766 -  Parijs, 18 april 1850) was een Russisch Staatsraad en diplomaat van Baltisch-Duitse afkomst. Hij was een zoon van Otto Magnus von Stackelberg.
Von Stackelberg was een luitenant in het Russische leger en vocht mee in de Russisch-Zweedse Oorlog tegen Gustaaf III van Zweden. Na zijn militaire carrière werd hij diplomaat. Hij was achtereenvolgens ambassadeur van Rusland in het koninkrijk Sardinië, Zwitserland, de Bataafse Republiek, Pruisen en Oostenrijk. Na de nederlaag van Napoleon Bonaparte trad hij op als Russisch vertegenwoordiger op het Congres van Wenen. Hij onderhandelde met succes over de Russische overheersing van wat het groothertogdom Warschau zou worden.
Hij was gedecoreerd met de Orde van Sint-Andreas en de Ie Klasse in de Orde van de Rode Adelaar. Von Stackelberg bracht zijn laatste jaren in Parijs door.